# Lijst van voetbalinterlands Filipijnen - Pakistan
Deze lijst van voetbalinterlands is een overzicht van alle officiële voetbalinterlands tussen de nationale teams van de Filipijnen en Pakistan. De landen hebben tot nu toe een keer tegen elkaar gespeeld. Dat was een vriendschappelijke wedstrijd op 15 oktober 2013 in Bacolod.

## Wedstrijden
| № | Plaats  | Datum           | Competitie        | Wedstrijd             | Uitslag |
| - | ------- | --------------- | ----------------- | --------------------- | ------- |
| 1 | Bacolod | 15 oktober 2013 | Vriendschappelijk | Filipijnen − Pakistan | 3 − 1   |

## Samenvatting
| Competitie        | Totaal gespeeld | Winst Filipijnen | Gelijk | Winst Pakistan | Doelsaldo Filipijnen – Pakistan |
| ----------------- | --------------- | ---------------- | ------ | -------------- | ------------------------------- |
| Vriendschappelijk | 1               | 1                | 0      | 0              | 3 − 1                           |
| Totaal            | 1               | 1                | 0      | 0              | 3 − 1                           |

PFF · 
A-internationals · 
Filipijns vrouwenelftal
Afghanistan ·
Australië ·
Azerbeidzjan ·
Bahrein ·
Bangladesh ·
Bhutan ·
Brunei ·
Cambodja ·
China ·
Estland ·
Fiji ·
Guam ·
Hongkong ·
India ·
Indonesië ·
Irak ·
Iran ·
Israël ·
Japan ·
Jemen ·
Jordanië ·
Kirgizië ·
Koeweit ·
Laos ·
Libanon ·
Macau ·
Malediven ·
Maleisië ·
Mongolië ·
Myanmar ·
Nepal ·
Noord-Korea ·
Oezbekistan ·
Oman ·
Oost-Timor ·
Pakistan ·
Palestina ·
Papoea-Nieuw-Guinea ·
Qatar ·
Singapore ·
Sri Lanka ·
Syrië ·
Tadzjikistan ·
Taiwan ·
Thailand ·
Turkmenistan ·
Verenigde Arabische Emiraten ·
Vietnam ·
Zuid-Korea ·
Zuid-Vietnam
PFF · A-Internationals · Olympisch elftal · Pakistaans vrouwenelftal
1950 – 1959 · 
1960 – 1969 · 
1970 – 1979 · 
1980 – 1989 · 
1990 – 1999 · 
2000 – 2009 · 
2010 – 2019 ·
2020 − 2029
Afghanistan ·
Bahrein ·
Bangladesh ·
Bhutan ·
Brunei ·
Cambodja ·
China ·
Djibouti ·
Filipijnen ·
Guam ·
India ·
Indonesië ·
Irak ·
Iran ·
Israël ·
Japan ·
Jemen ·
Jordanië ·
Kazachstan ·
Kenia ·
Kirgizië ·
Koeweit ·
Libanon ·
Macau ·
Malediven ·
Maleisië ·
Mauritius ·
Myanmar ·
Nepal ·
Noord-Korea ·
Oman ·
Palestina ·
Qatar ·
Saoedi-Arabië ·
Singapore ·
Sri Lanka ·
Syrië ·
Tadzjikistan ·
Taiwan ·
Thailand ·
Turkije ·
Turkmenistan ·
Verenigde Arabische Emiraten ·
Zuid-Korea ·
Zuid-Vietnam